# Source (hydrologie)
Pour les articles homonymes, voir Source.
 (février 2022).
Si vous disposez d'ouvrages ou d'articles de référence ou si vous connaissez des sites web de qualité traitant du thème abordé ici, merci de compléter l'article en donnant les références utiles à sa vérifiabilité et en les liant à la section « Notes et références ».

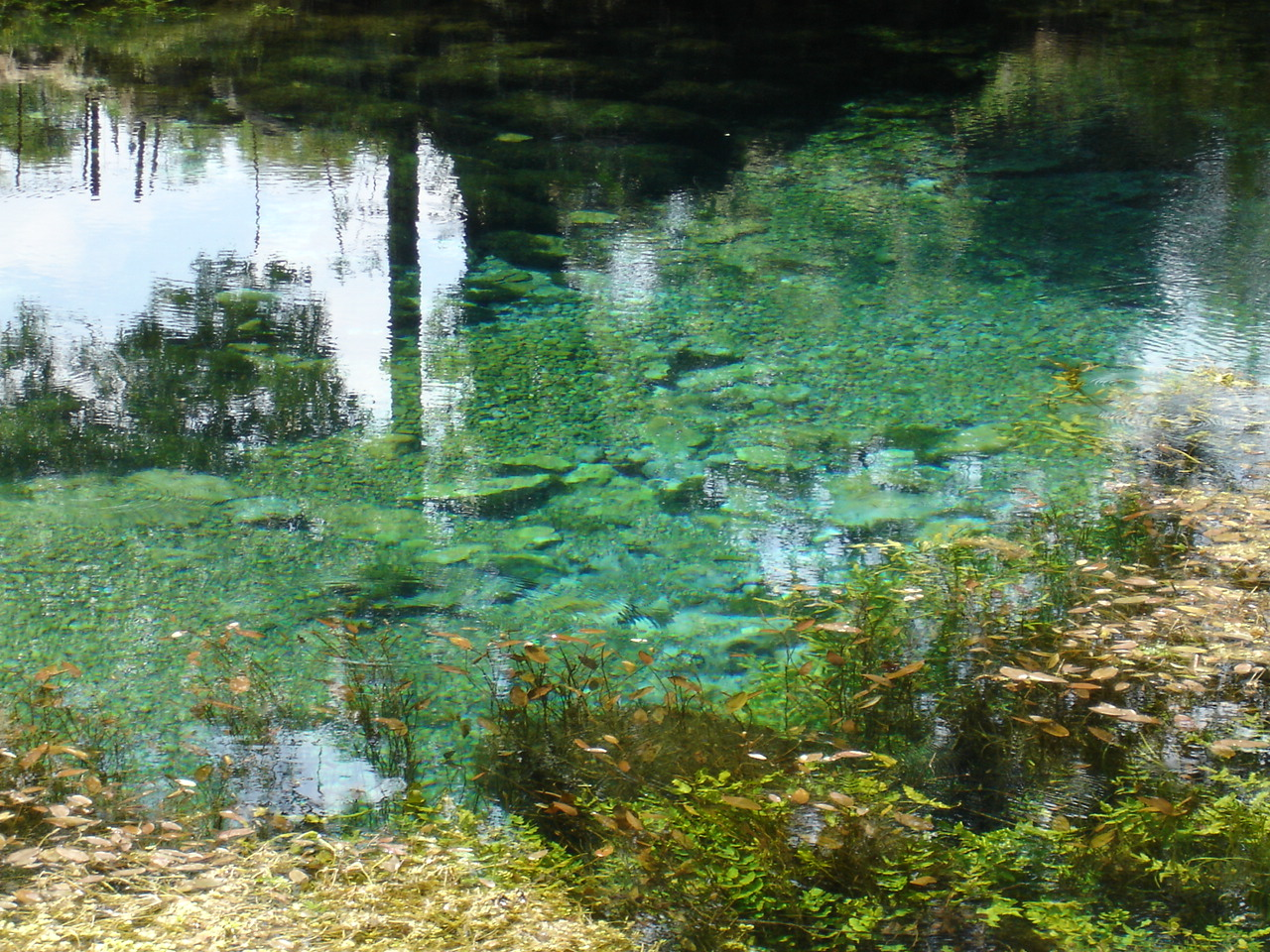
Source de la Buèges, Hérault, France.

Animation montrant une source dans le sable d'une plage, TrezRouz, Finistère, France.

Une source, en hydrologie, est l'endroit où une eau liquide sort naturellement du sol. Une source est très souvent à l'origine d'un cours d'eau, d'un ruisseau, d'une rivière ou même d'un fleuve. Mais une source peut également être submergée dans un écoulement d'eau, une mare, un lac ou une mer.
Une fontaine est une source où l'eau jaillit, parfois fortement (ex. : fontaine de Vaucluse) et souvent architecturée.
L'eau détectée dans un captage ou puits peut être dite de source alors qu'il s'agit de veine d'eau souterraine.
Une source qui coule en permanence est dite pérenne, sinon elle est dite temporaire ou intermittente. Dans la plupart des cas le débit d'une source est variable, souvent selon la météorologie (exemple : la pluviométrie), parfois périodiquement (exemple : selon la saison) ou en conséquence d’un phénomène hydraulique de vidange et de remplissage de réservoirs souterrains successifs situés en amont de la source.
L'opposé hydrologique d'une source est une perte et il existe des sources-pertes (estavelles).
La source est un élément de l'hydrosphère et du cycle de l'eau.

## Formation

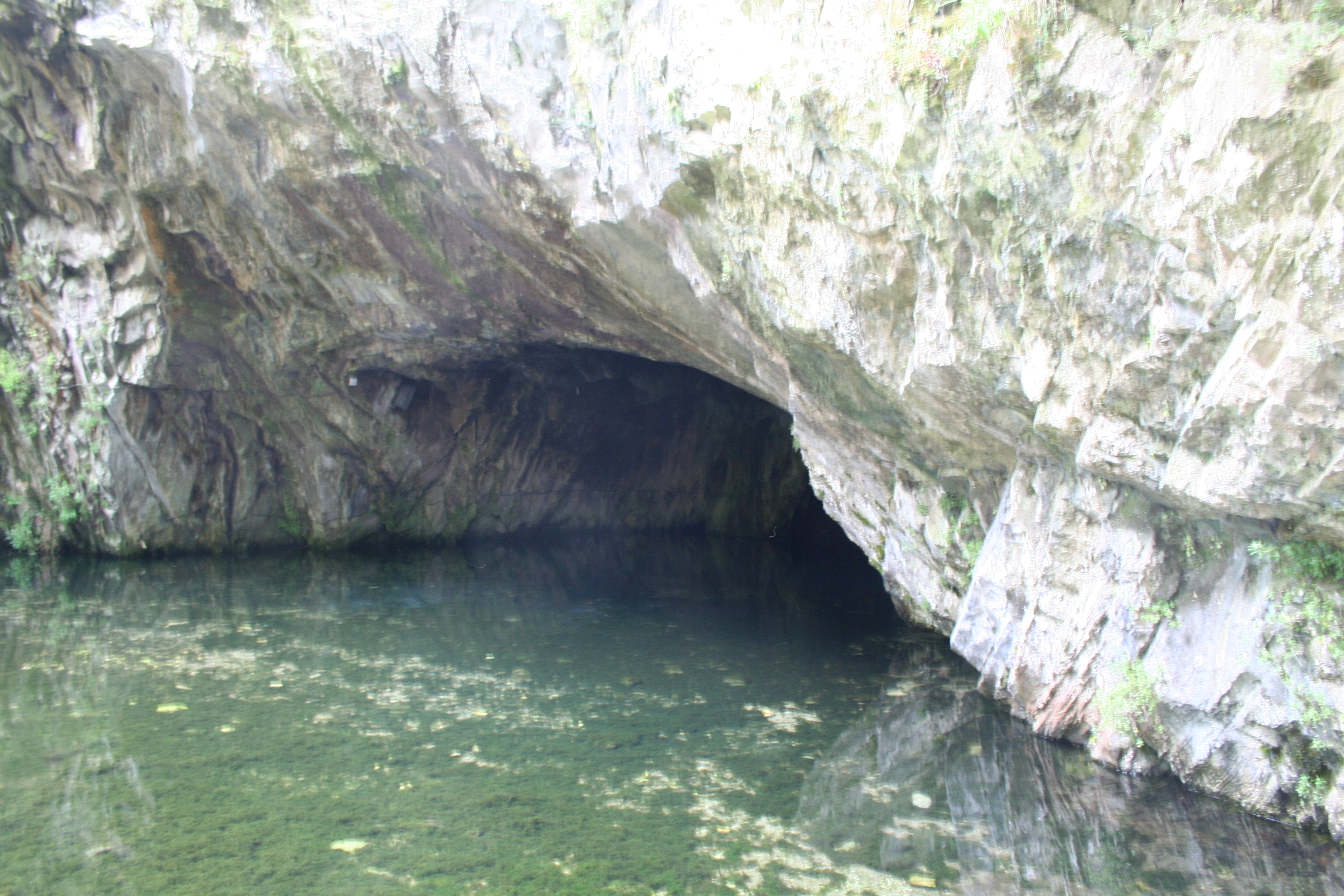
Source du Jaur (Saint-Pons-de-Thomières), Hérault, France.

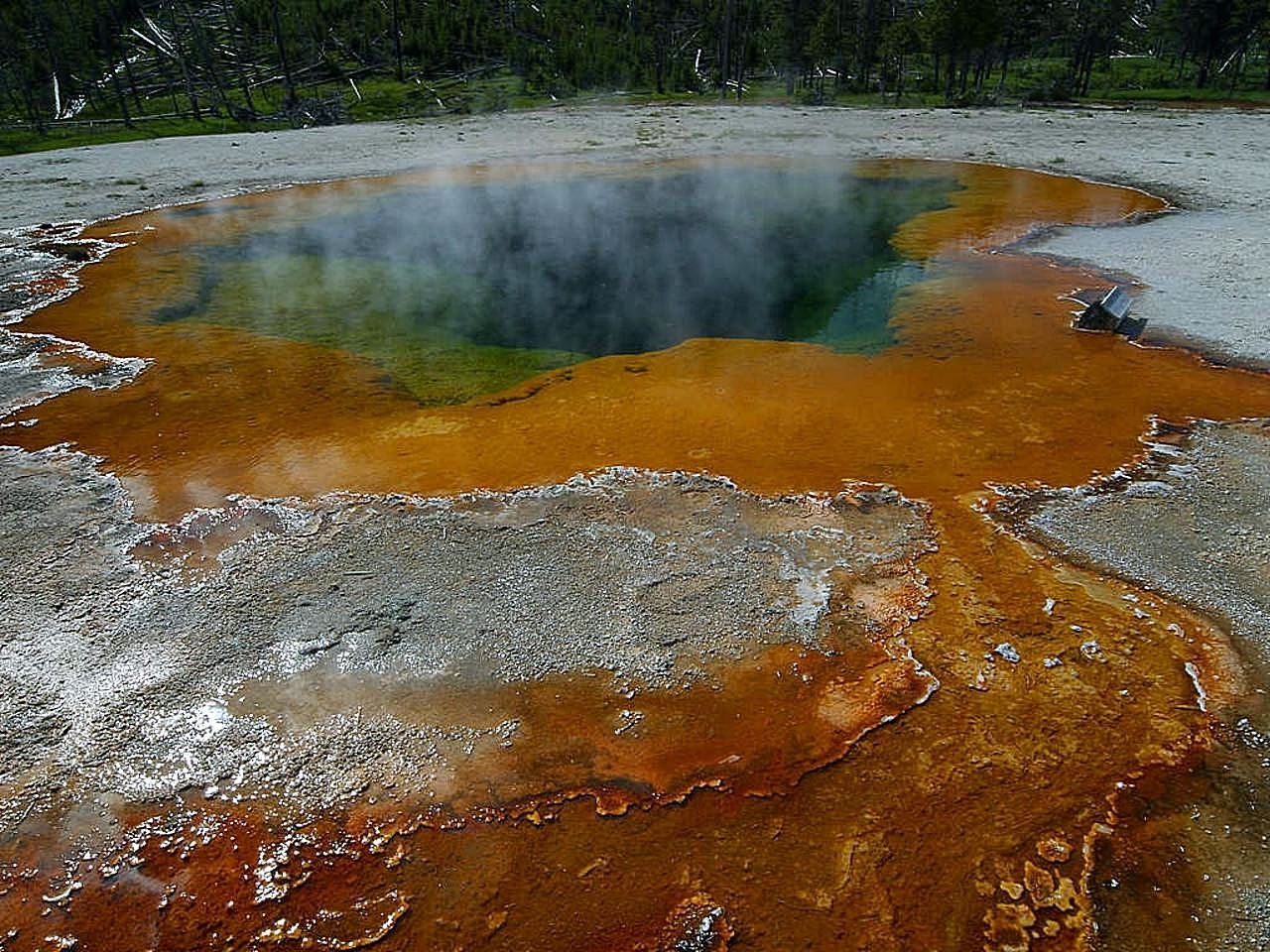
Source chaude dans le parc de Yellowstone, États-Unis.

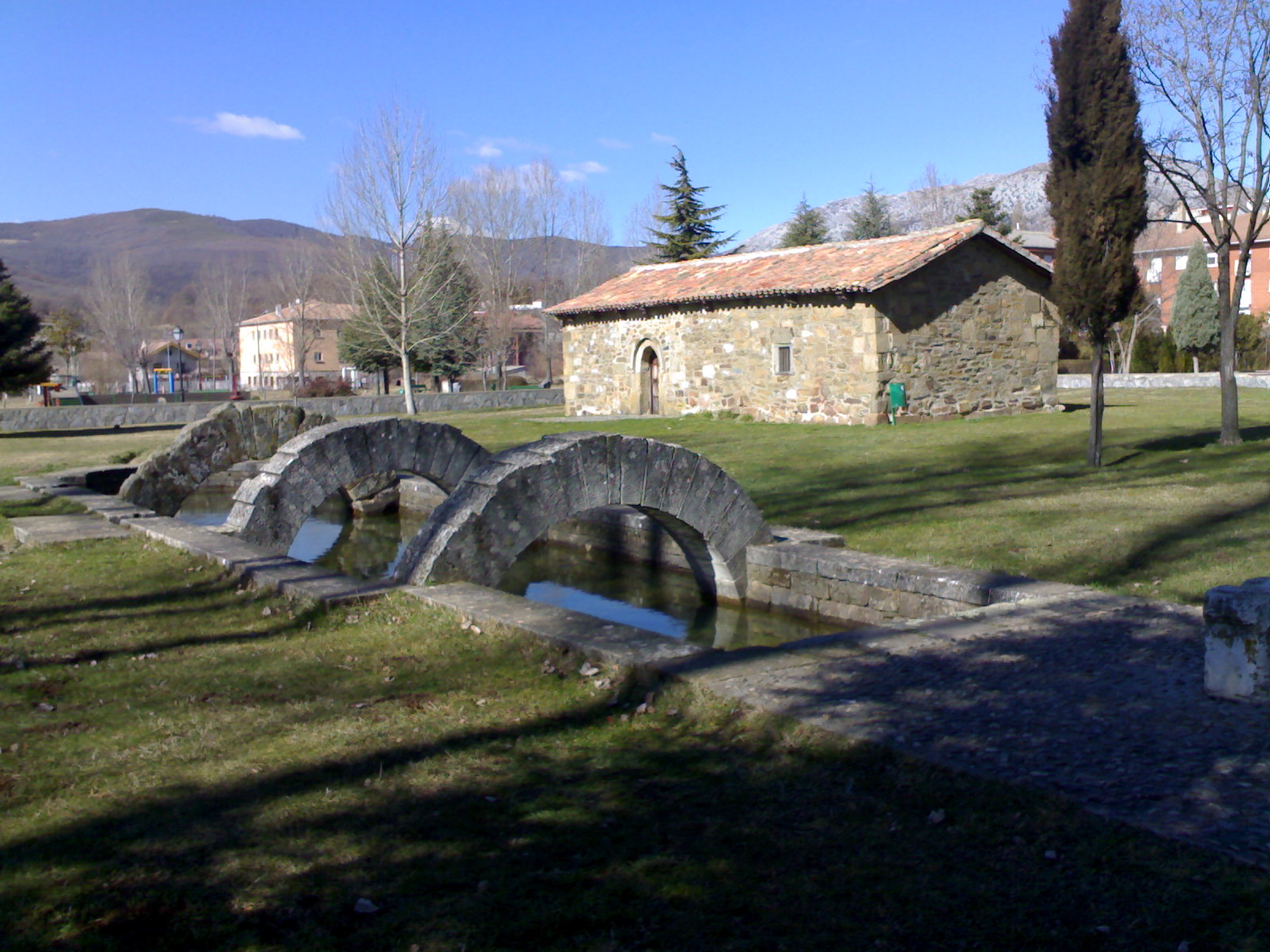
Fontes Tamarici (Espagne).

Une source naît de la conjonction de facteurs topographiques et hydrogéologiques comme une meilleure perméabilité locale.
Dans les aquifères karstiques, les sources peuvent ne se mettre à couler qu'en fonction d'un événement pluvieux, ou après auto-amorçage d'un siphon.

## Classification
Il existe différentes approches permettant de classer les sources :
- la continuité ou non de l'écoulement et le régime de variation du débit : source  pérenne, source constante, source temporaire (saisonnière), source intermittente ;
- la localisation : source de coteau, source littorale, source submergée (sous-fluviale, sous-lacustre, sous-marine) ;
- la géologie et pour être plus précis l'hydrogéologie qui cherche à expliquer l'origine et le fonctionnement de la source :
  - source de déversement, de débordement ou de trop plein (correspondant aux types de nappes souterraines libres de mêmes dénominations) ; source d'émergence ou de dépression (source d'aquifère à nappe libre non liée à l'affleurement du substratum) ; source d'étranglement,
  - source artésienne ou jaillissante (issue d'une nappe captive),
  - source diaclasienne, source karstique, exsurgence (issues d'un aquifère discontinu) ; source vauclusienne (exutoire d'un conduit karstique ascendant subvertical),
  - la résurgence désigne le retour en surface dans un massif calcaire, karstique, d'une rivière souterraine provenant d'un (ou de plusieurs) cours d'eau de surface distant(s) ou, plus rarement, l'exsurgence[note 2] pour désigner une émergence des seules infiltrations d'eaux de pluie ;
- le thermalisme qui classe les sources selon leur température et l'usage qui peut en être tiré : source chaude, thermale ; source hypotherme, orthotherme, hypertherme [note 3] ;
- l'hydrochimie qui permet de classer les sources selon leurs caractéristiques chimiques : source salée, séléniteuse, ferrugineuse, sulfureuse, minérale, incrustante ou pétrifiante. L'eau de source est une eau commercialisée naturellement potable (à la différence d'une eau minérale), d'origine souterraine, ayant été mieux protégée des pollutions que les eaux de surface, et n'ayant subi ni traitement, ni adjonction. Une source n'alimente que très rarement une usine d'embouteillage d'eau de source.

## Littérature
Le thème de la source est présent dans la poésie et la littérature depuis l'antiquité. Il a inspiré de nombreux écrivains dont au XXe siècle Marcel Pagnol pour son roman L'Eau des collines s'organise autour de l'enjeu vital d'une source en Provence ou encore Colline un court roman de Jean Giono.